# Karmanija
Karmanija je bila antička provincija (satrapija) perzijskog Ahemenidskog i Sasanidskog Carstva. Područje Karmanije obuhvaća suvremenu Kermansku pokrajinu u Iranu. Granice drevne Karmanije nisu poznate jer pretpostavlja se kako su se često mijenjale. Provincija je spomenuta na Darijevim Behistunskim natpisima, te u djelima povjesničara Arijana. U doba Aleksandra Makedonskog Karmanija je bila satrapija na obali Perzijskog zaljeva istočno od tjesnaca Hormuz i Farsa, dok je na istoku graničila s Gedrozijom. Neki autori poput Klaudija Ptolomeja navode kako se Karmanija protezala do sjevernih pustinja Partije i Arije, pa se to područje naziva i „pustinjska Karmanija“. Ipak, uži pojam Karmanije odnosi se na plodni i obradivi teritorij na jugu.

## Vanjske poveznice
- Karmanija (Livius.org, Jona Lendering)  Arhivirana inačica izvorne stranice od 27. kolovoza 2009. (Wayback Machine)